# Salling (Halbinsel)
Koordinaten: 56° 40′ N, 8° 58′ O
Salling ist eine dänische Landschaft und Halbinsel im Norden von Jütland, die in den westlichen Teil des Limfjordes ragt. Seit 2007 deckt sie zusammen mit der Insel Fur einen Großteil der Skive Kommune in der Region Midtjylland ab. Davor, von 1970 bis 2006, gehörten die Gemeinden Sallingsund, Sundsøre und Spøttrup und ein Teil der „alten“ Skiver Kommune zur Halbinsel. 
Vermutlich beschrieb der Ausdruck Salling ursprünglich einen Fjord, dessen Name sich aus dem Altdänischen sal (für „blass“, „fahl“, „dunkel“) ableitet. Mit der Silbe -ing, die früher oft die Form -ung hatte, enden viele dänische Ortsnamen.

## Lage und Landschaft
Das etwa 500 km² große Gebiet grenzt im Westen an die Venø Bucht, im Nordwesten an den Salling Sund, im Norden an den Fur Sund, im Nordosten an den Risgårde Bredning, ein Nebenarm des Limfjordes, sowie im Osten an den Hvalpsund und den Skive Fjord. Auf der Landverbindung mit Jütland im Süden liegt die Grenze in einem breiten, flachen Tal, das sich von der eingedeichten Bucht Sønderlem Vig über die Au Trövel Å und das Moor Kissum Kær bis zur Stadt Skive erstreckt. In Höhe des Sallingsundes ist die Westküste durch den Seitenarm Lysen Bredning unterbrochen. Zusammen mit deren Verlängerung, der Bucht Harre Vig, reicht das Gewässer sechs Kilometer ins Landesinnere. Die Küstenabschnitte beim südwestlichen Kås und am nordwestlichen Hvalpsund sind durch anhaltend erodierende Steilküsten gekennzeichnet.
Die offene und fast waldlose Landschaft besteht aus Moränehochebenen, die durch viele Windmühlen geprägt sind und fruchtbare Erde enthalten. Im Westen und Norden ist der Boden etwas sandiger. Im Untergrund von Sallings Nordhälfte liegt ein Salzstock, der Kreideschichten bis dicht an die Oberfläche presste. Bei Selde in der Nähe des Fur Sundes werden die Kreideschichten abgebaut.

## Wirtschaft und Verkehr
Landwirtschaft und Holzindustrie sind wichtige Wirtschaftszweige für die Region. Auch der Tourismus spielt eine große Rolle. In den Küstengegenden stehen dazu Campingplätze, Yachthäfen und Sommerhaussiedlungen bereit. Beliebtes Ausflugsziel ist die mittelalterliche Burg Spøttrup, eine der ältesten Herrensitze Dänemarks. An der Ostküste ist der Hof des dänischen Schriftstellers Jeppe Aakjær, das Künstlerheim Jenle, als Museum eingerichtet.
Bei Glyngøre verbindet die Sallingsundbrücke die Halbinsel mit der Insel Mors. Die Brücke über den Salling Sund ersetzte den Fährverkehr zwischen Glyngøre und Nykøbing Mors. Am Fur Sund im Norden verbindet eine Fähre die Sallinger Siedlung Branden mit Stenøre auf der Insel Fur. In der westlichen Ortschaft Sundsøre ist Salling über eine Fähre nach Hvalpsund mit der Halbinsel Himmerland angebunden. Von 1884 bis 1977 fuhr zwischen den Städten Skive und Glyngøre die Sallingbanen. Die Bahnverbindung ließ an den Stationen einige Dörfer wie zum Beispiel Roslev entstehen.

## Ganggrab
Das Ganggrab (dänisch jættestue – Riesenstube) Krejbjerg Stordysse liegt in der 25 Hektar großen Krejbjerg-Plantage.